# Eadberht von Lindisfarne
Eadberht von Lindisfarne (auch Eadbert, Eadbeorht, Edbert; † 6. Mai 698) war von 688 bis zu seinem Tod Bischof von Lindisfarne.

## Leben
Eadberht war bekannt wegen seiner Kenntnisse der Heiligen Schriften, Einhaltung der göttlichen Gebote und besonders für das Geben von Almosen, als er 688 zum Bischof ordiniert wurde. Auch als Bischof gab er die Angewohnheit, sich einige Zeit als Einsiedler zurückzuziehen, nicht auf.
Eadberht erlaubte den Mönchen, seinen Amtsvorgänger Cuthbert am 20. März 698, dem elften Jahrestag seines Todes, zu exhumieren, um ihn in einen oberirdischen Sarkophag neben dem Altar umzubetten. Der Legende nach wurde der Leichnam vollständig unverwest vorgefunden. Durch dieses Wunder stieg Cuthberts Ruhm im ganzen Land.
Bald darauf erkrankte Eadberht schwer. Sein Gesundheitszustand verschlechterte sich zusehends, bis er am 6. Mai 698 starb. Er wurde nach dem Bericht des Beda Venerabilis unter dem Sarkophag Cuthberts, in dessen vorherigem Grab, beigesetzt. Symeon von Durham hingegen schrieb, dass er auf Cuthberts Sarkophag bestattet wurde.
Im Jahr 875 verließ Bischof Eardulf mit den Mönchen aus Furcht vor Wikingerüberfällen das Kloster auf Lindisfarne. Sie nahmen die sterblichen Überreste der Heiligen Cuthbert, Eadberht, Eadfrith und Æthelwald mit nach Durham. 998 weihten die Mönche eine steinerne Kirche als Ruhestätte der Heiligen.
Eadberhts Festtag ist der 6. Mai.
Eadberht scheint keine überregionale Bedeutung gehabt zu haben. Die northumbrischen Geschichtsschreiber erwähnten ihn nur im Zusammenhang mit Cuthbert, in der zeitgenössischen angelsächsischen Chronik wurde er gar nicht genannt.